# Planification des ressources de production
 (avril 2025).
Si vous disposez d'ouvrages ou d'articles de référence ou si vous connaissez des sites web de qualité traitant du thème abordé ici, merci de compléter l'article en donnant les références utiles à sa vérifiabilité et en les liant à la section « Notes et références ».
Pour les articles homonymes, voir Planification.
La planification des ressources de production (en anglais materials resources planning ou materials requirements planning ou encore manufacturing resources planning, en abrégé MRP) associe logiciel et base de données en un système de gestion de production informatisé permettant la planification de la production en fonction des ressources en personnel, en matières premières, en machines et en temps, par rapport à un besoin daté ou un besoin de stock.
On distingue la « planification des besoins en composants » (en anglais materials requirements planning), née officiellement aux États-Unis en 1965 et qui ne représentait alors qu’une méthode de calcul des besoins en matières, de son évolution, la « planification des ressources de fabrication » (en anglais manufacturing resources planning, MRP2 ou MRP II). Ce modèle plus large, qui intègre la gestion de toutes les ressources de l'entreprise (consommables, c'est-à-dire « matières et composants », et renouvelables, c'est-à-dire « capacité machines et main-d'œuvre »), constitue un système de pilotage des ressources qui repose sur la prévision des ventes et les nomenclatures de produits et qui opère comme le MRP en flux poussé (c'est-à-dire que l'on établit le plan de production sur la base de prévisions).

## Phases de la MRP
La MRP a été mise au point dans les années 1960 par Joseph Orlicky. On distingue schématiquement trois phases dans la MRP :
- la « planification des besoins en matières 0 » (materials requirements planning zero, MRP0), mise au point en 1964/65 : ce n'est qu'une méthode de calcul des besoins en matières ;
- la « planification des besoins en matières 1 » (materials requirements planning one, MRP1) : première application industrielle de la gestion intégrée des flux de production, mise au point en 1971 ;
- la « planification des ressources pour la fabrication 2 » (manufacturing resources planning two, MRP2) ; en plus du calcul des besoins nets en matières premières et composants, MRP2 effectue une planification des lancements en tenant compte des capacités des ressources par période ; mise au point en 1979.

Le processus classique de gestion de production est le suivant :

### Collecte des informations

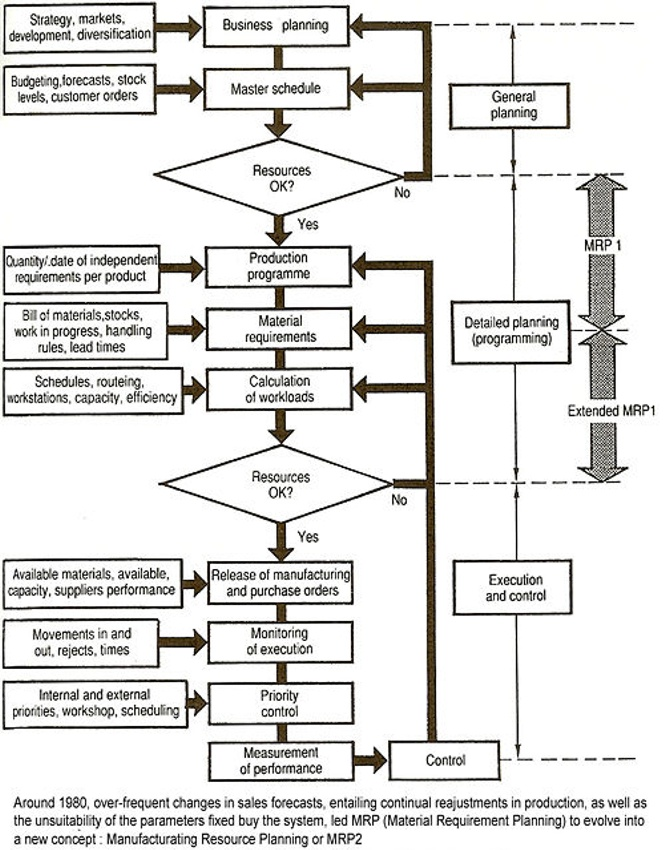
Du concept MRP aux progiciels de gestion intégrés ERP - Le modèle MRP a évolué au cours des 30 dernières années d'un simple moyen de calcul des besoins matières et composants (qui ne prenait pas encore en compte les capacités de production de l'entreprise) à la gestion automatisée de toute l'entreprise. Vers 1980, les changements de plus en plus fréquents des prévisions de ventes, entraînant des ajustements continuels et manuels du plan de production ont conduit à revoir le modèle MRP (Materials Requirements Planning), strictement limité aux approvisionnements de matières, pour le faire évoluer vers un moyen de gestion plus large des ressources de production, le MRP2 (Manufacturating Resources Planning)

. La première étape consiste à collecter les informations nécessaires à une gestion efficace.

#### Macro-données techniques
- Macro-nomenclature
- Macro-gamme
- Macro-article
- Macro-poste de charges

#### Données techniques
- Article (vision produit)
- Nomenclature (vision composant)
- Gamme (vision processus)
- Poste de charge (vision ressource)

#### Autres données
- Prévisions des ventes
- Commandes clients fermes
- Stocks disponibles
- En-cours
- Ordres de Fabrication et d'Achat
- Suivi des encours de fabrication

### Programme directeur de production (P.D.P.)
Le programme directeur de production fait le lien entre le calcul des besoins (prévision de vente de produits finis) et le plan industriel et commercial (propositions de production). C’est un élément clé pour planifier et établir les quantités à produire pour chaque produit fini. Le raisonnement est alors à moyen terme.

### Plan de charge (P.D.C.)
Un Plan de charge est alors réalisé. Si la charge dépasse temporairement la capacité, on effectue alors un lissage, c'est-à-dire un déplacement dans le temps de ressources afin de limiter les retards de délai, ou les recours à l'embauche d'intérimaires.
La recherche de l'optimum consiste alors à utiliser les ressources au maximum de leur capacité sans jamais la dépasser.

## De MRP à MRP2, le précurseur des progiciels de gestion intégrés ERP
Le MRP2 est le précurseur des progiciels de gestion intégrés (ERP, Enterprise Resources Planning) et reste souvent l'un de leurs modules fondamentaux.[réf. nécessaire]